# Nuclear Fire
Nuclear Fire treći je studijski album njemačkog power metal sastava Primal Fear. Album je objavljen 29. siječnja 2001. godine, a objavila ga je diskografska kuća Nuclear Blast.

## Popis pjesama
| 1.    | »Angel in Black«              | 3:58 |
| 2.    | »Kiss of Death«               | 3:50 |
| 3.    | »Back from Hell«              | 3:46 |
| 4.    | »Now or Never«                | 5:33 |
| 5.    | »Fight the Fire«              | 4:23 |
| 6.    | »Eye of an Eagle«             | 4:28 |
| 7.    | »Bleed for Me«                | 5:04 |
| 8.    | »Nuclear Fire«                | 4:23 |
| 9.    | »Red Rain«                    | 4:51 |
| 10.   | »Iron Fist in a Velvet Glove« | 5:17 |
| 11.   | »Fire on the Horizon«         | 3:31 |
| 12.   | »Living for Metal«            | 3:42 |
| 52:46 |                               |      |

## Zasluge
Primal Fear
- Ralf Scheepers	– vokali
- Stefan Leibing – gitara, dodatno produciranje
- Henny Wolter – gitara
- Mat Sinner – bas-gitara, prateći vokali, produciranje
- Klaus Sperling	– bubnjevi

Ostalo osoblje
- Achim "Akeem" Köhler – inženjer zvuka, mastering
- Stephan Lohrmann – omot albuma
- Sander N. – dizajn
- Jens Saupe – fotografija